# Phỉ thúy (cây)

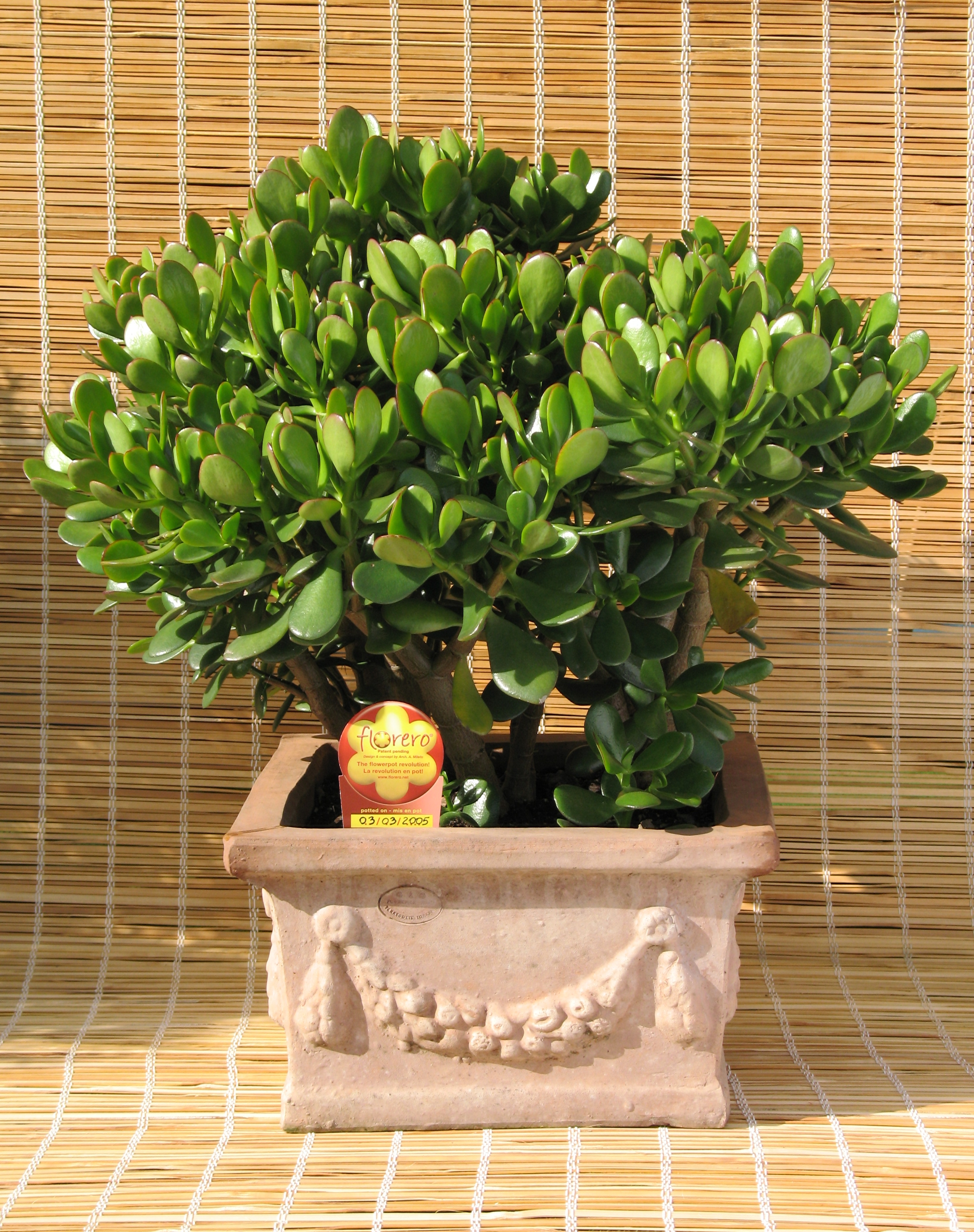
Phỉ thúy

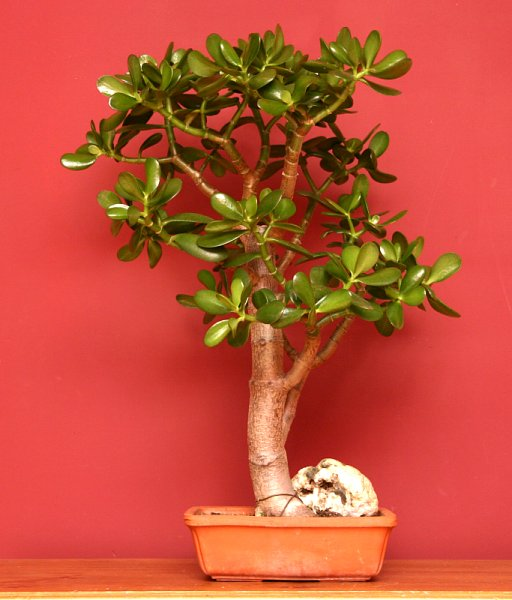
Phỉ thúy làm bonsai.

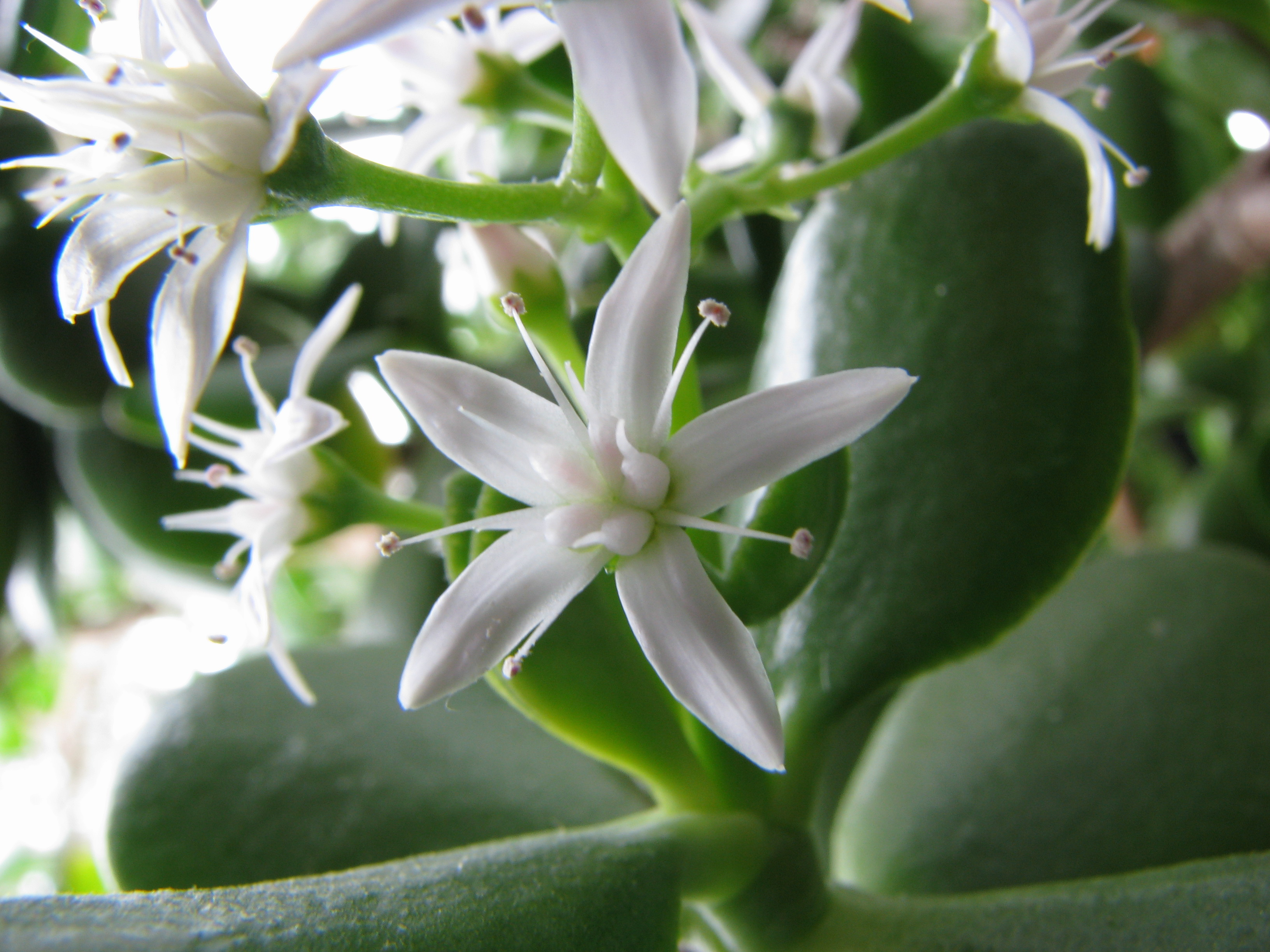
Hoa

Phỉ thúy hay còn gọi là Ngọc bích (danh pháp khoa học: Crassula ovata) là một loài cây thuộc Họ Lá bỏng với hoa nhỏ màu trắng hoặc hồng. Nó là loài cây bản địa Nam Phi và là loài cây trồng ở nhà phổ biến. Đây là loài cây thường xanh với nhánh dày và mượt. Lá màu xanh ngọc bích, một số biến thể có rìa lá đỏ khi đưa ra ánh sáng mặt trời nhiều.. Loài này được trồng làm bonsai trong nhà. Dưới một số điều kiện, loài này có thể ra hoa như ngôi sao màu hồng hoặc trắng đầu mùa xuân.
Là loài cây mọng nước, chúng cần một nước bình thường khi đất khô trong mùa hè, và rất ít nước tưới trong mùa đông. Tưới nước quá nhiều sẽ làm cho chúng mất lá của họ (nó rất dễ dàng để xác định tình trạng quá nhiều nước qua đặc trưng lá rụng nhăn) và cuối cùng các thân cây mục nát đi. Mặc dù loài cây này có thể tồn tại nếu bị tình trạng tưới nhiều nước, tốt nhất nên tưới nước theo chu kỳ 10 - 20 ngày trong mùa hè, và thậm chí ít hơn (lên đến một tháng khô) vào mùa đông. Để đất khô giữa thời gian tưới nước là cần thiết cho cây phí thủy khỏe.

## Hình ảnh

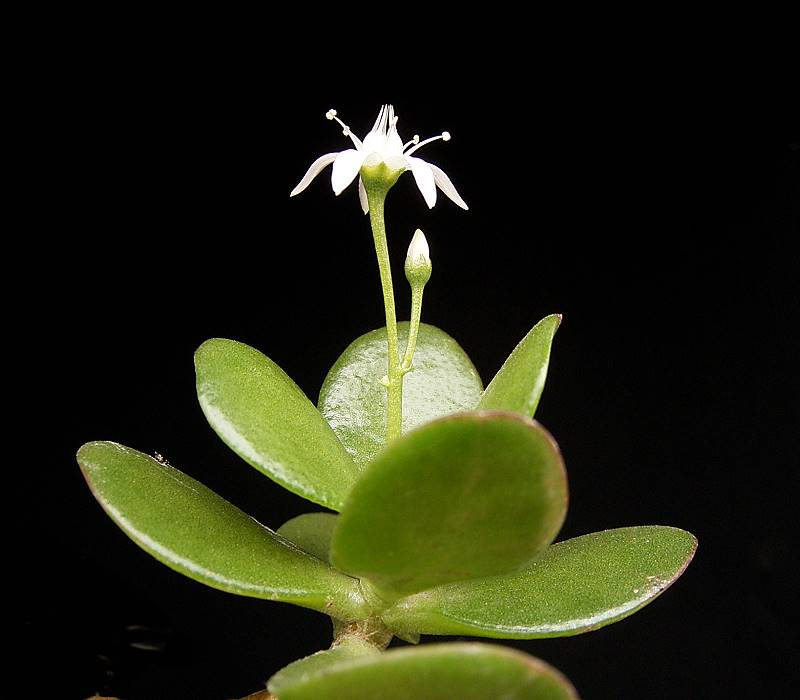
Hoa
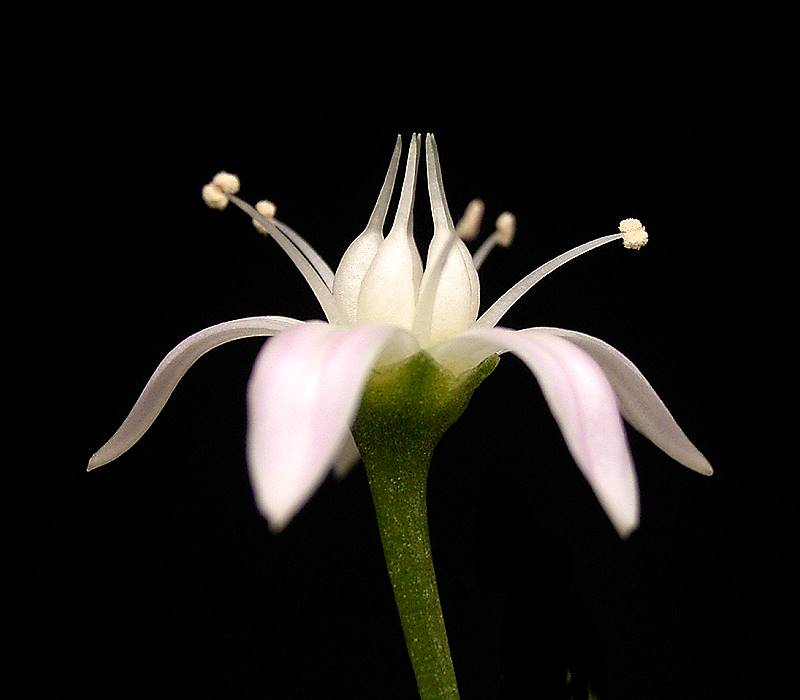
Hoa
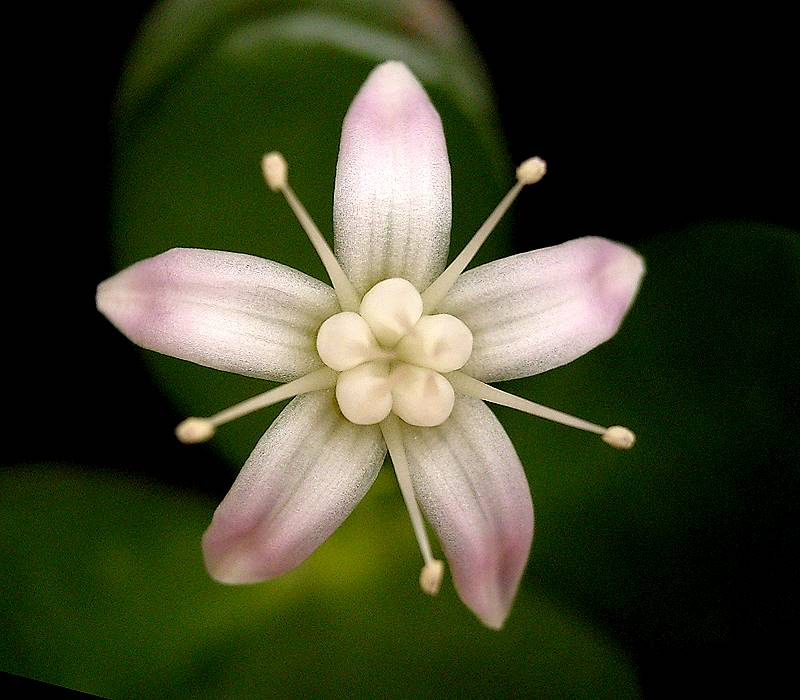
Hoa
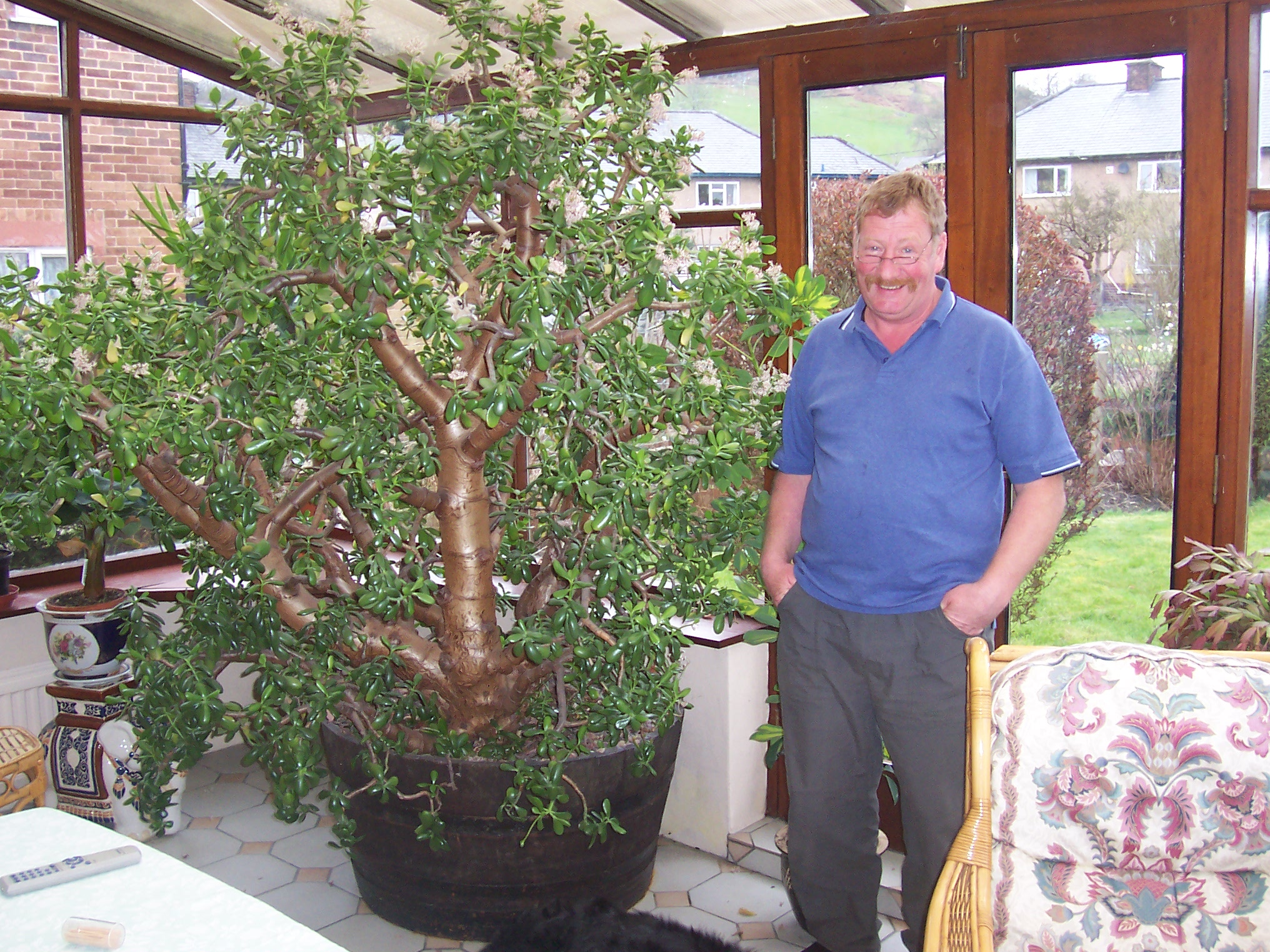
Cây 27 năm tuổi trồng ở Bala, Gwynedd
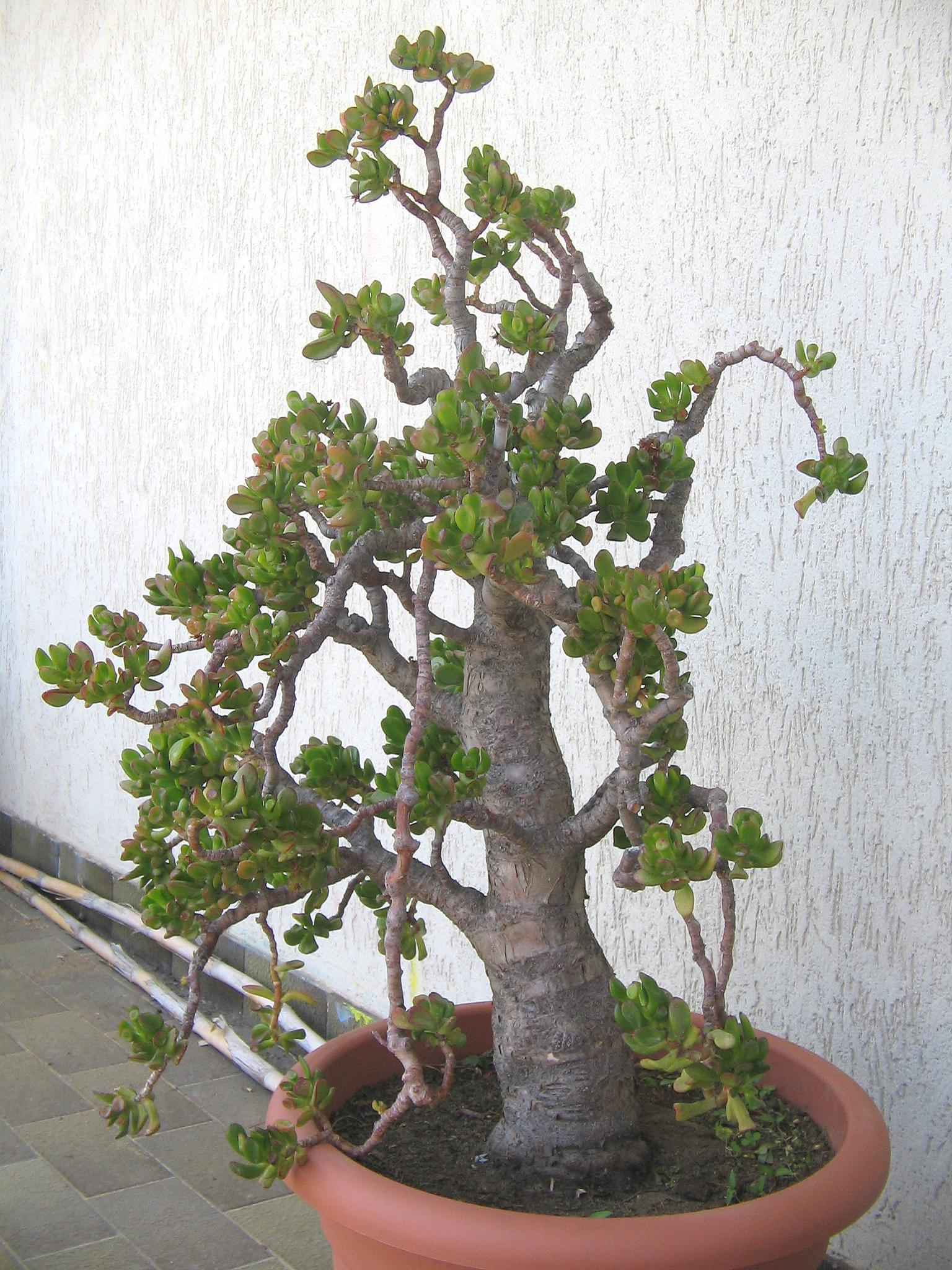
Var. monstruosa
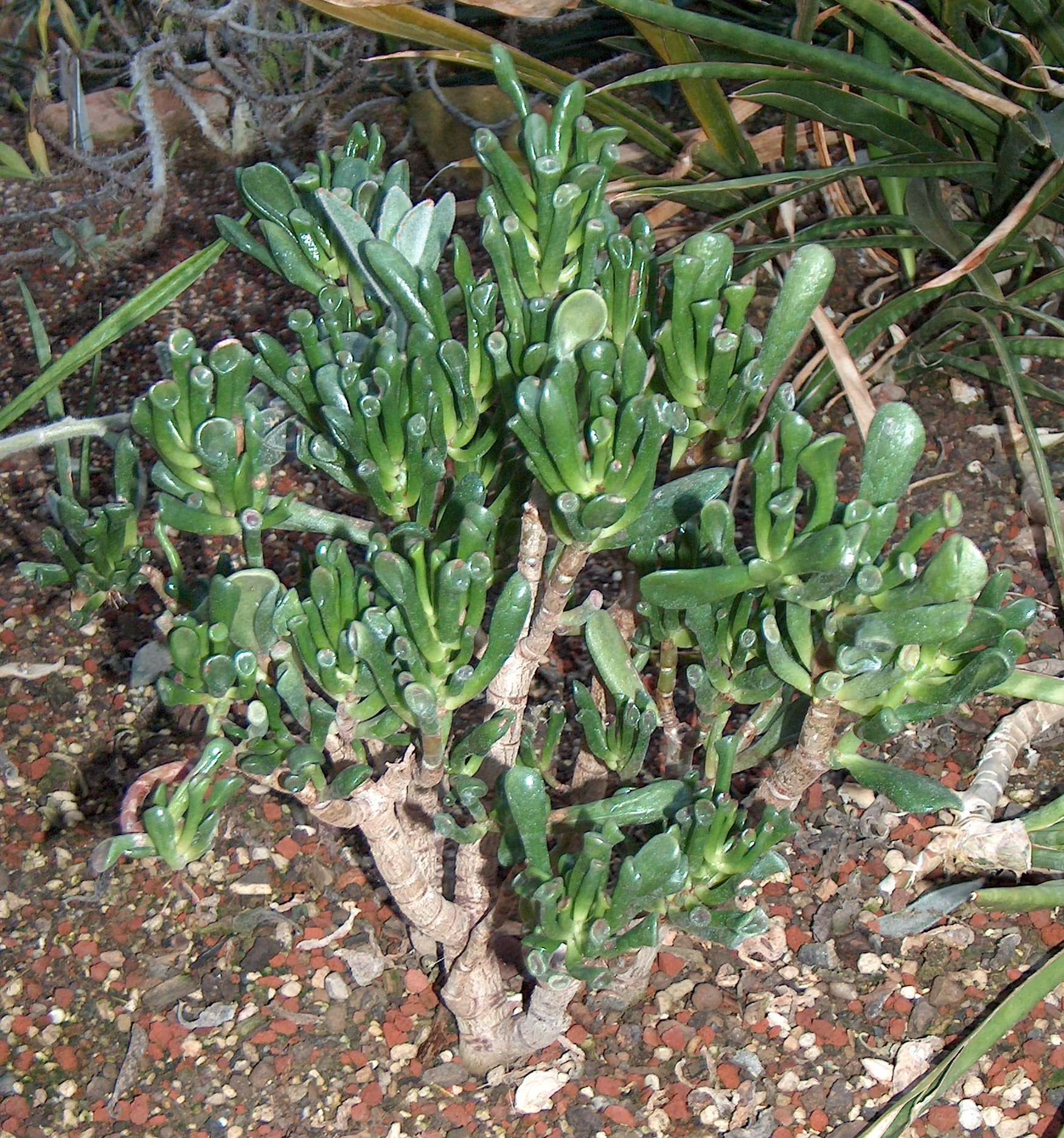
Var. cristata
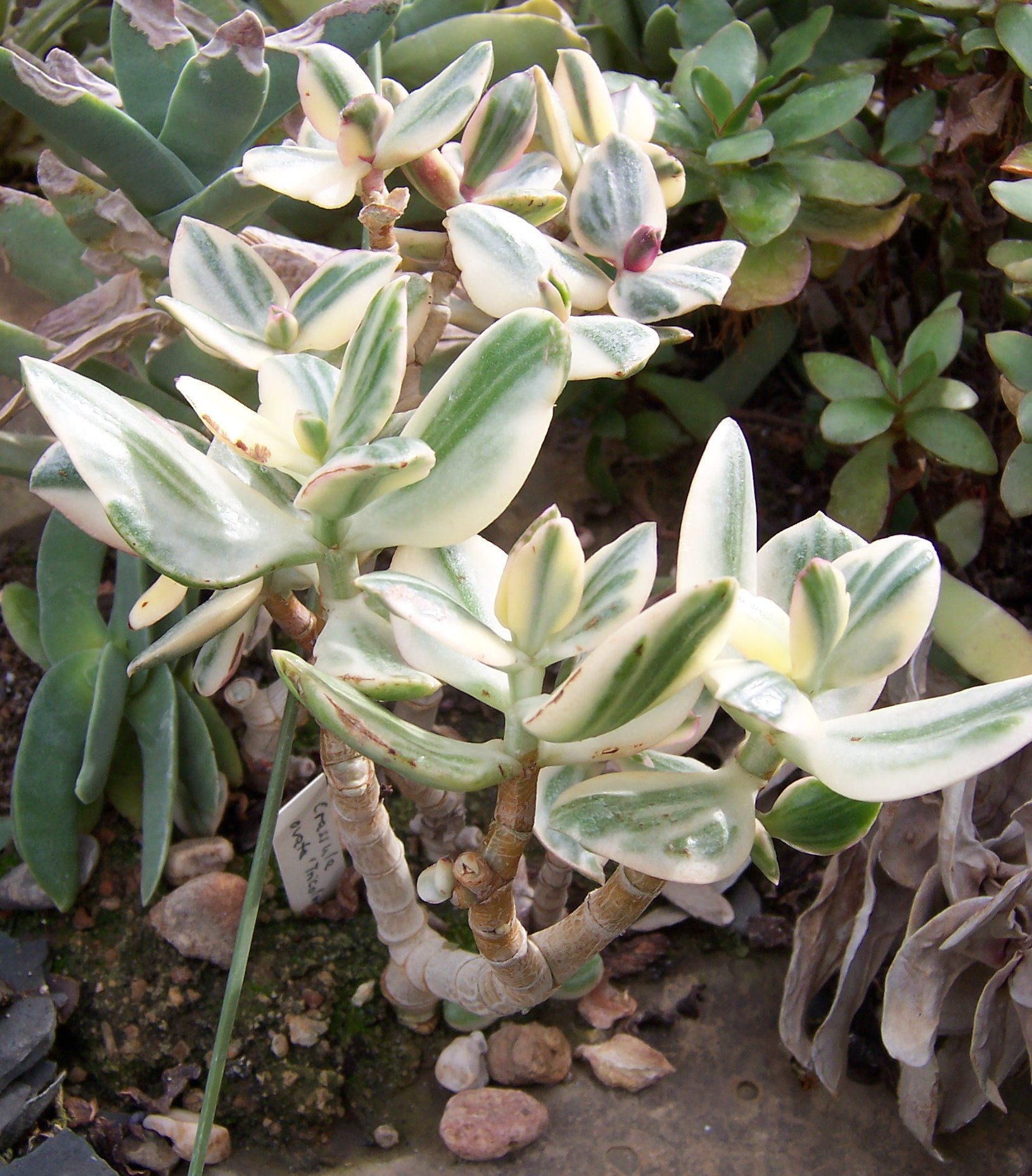
Cv. Tricolor

## Biến thể
- Crassula ovata var. cristata

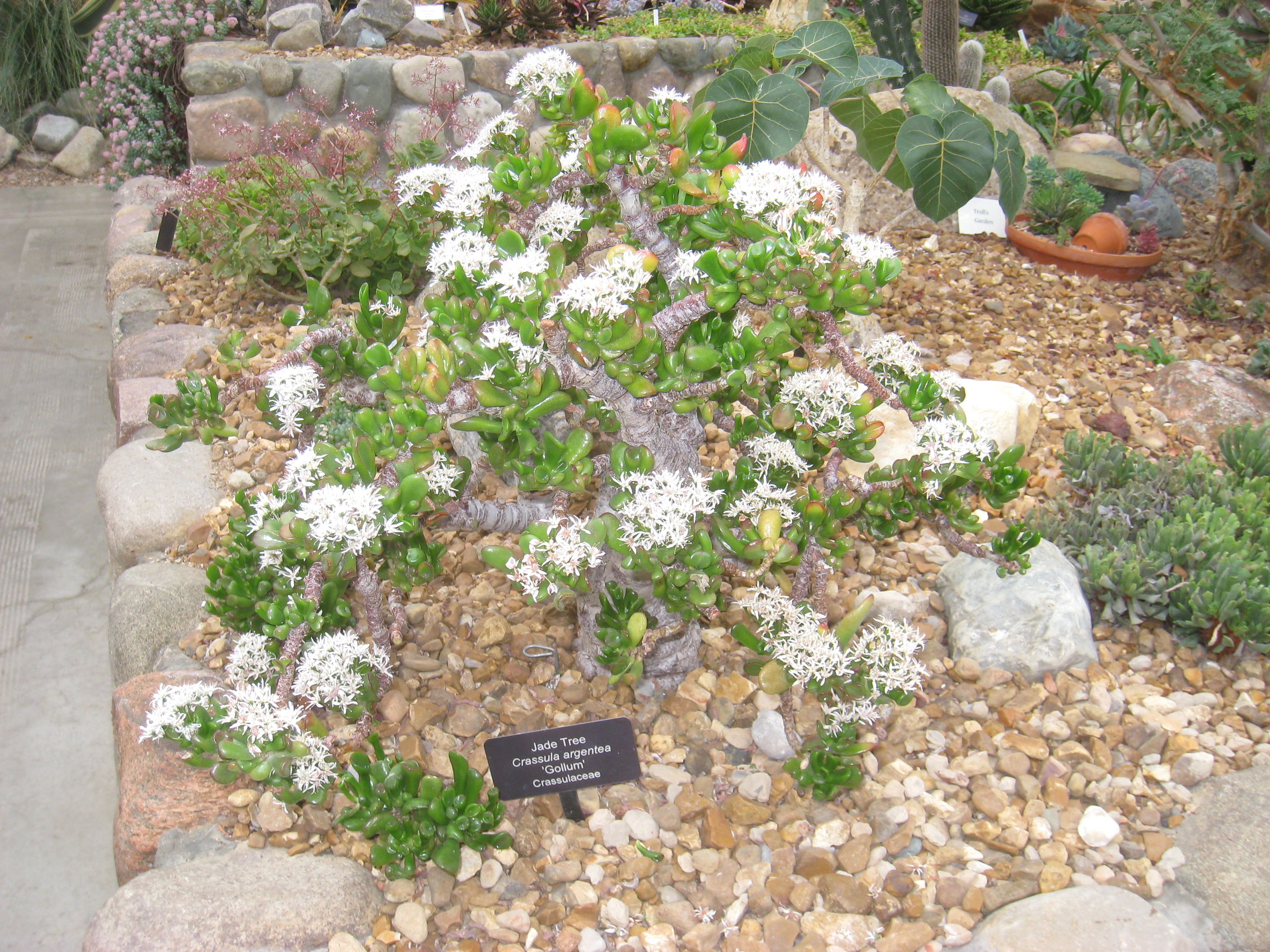
Var. monstruosa

- Crassula ovata var. mostruosa (cv. "Gollum")[3][4]
- Crassula ovata cv. Tricolor